# Riether Werder
Der Riether Werder, auch Riethscher Werder, ist eine Insel im Neuwarper See, einer Bucht des Stettiner Haffs. Sie ist die einzige Haffinsel auf deutschem Gebiet.
Die erste urkundliche Nennung der Insel stammt aus dem Jahre 1252, als Herzog Barnim I. von Pommern dem Kloster Eldena neben anderem Besitz auch diese Insel schenkte, für die der slawische Name Wozstro angegeben ist. Der heutige Name der Insel ist von dem am Südufer des Sees gelegenen Dorf Rieth abgeleitet.
Die Insel gehört zur Gemeinde Luckow in Mecklenburg-Vorpommern im äußersten Nordosten Deutschlands. Sie hat als Vogelinsel überregionale Bedeutung. Sie ist 0,79 km² groß und liegt etwa einen Kilometer vom Süd- und Westufer des Neuwarper Sees entfernt. Unmittelbar an der Ostspitze der Insel verläuft die Seegrenze zur Republik Polen.
Seltene Vogelarten, wie beispielsweise die Fluss-Seeschwalbe oder die Bekassine sind hier anzutreffen. Seeadler, Wiesenweihen, Rohrweihen, Rotmilane, Schwarzmilane, Turmfalken, Baumfalken, Wespenbussarde und Mäusebussarde sind hier ebenfalls heimisch. Das Betreten der Insel ist untersagt, sie gehört wie auch das Westufer des Neuwarper Sees zum Naturschutzgebiet Altwarper Binnendünen, Neuwarper See und Riether Werder.

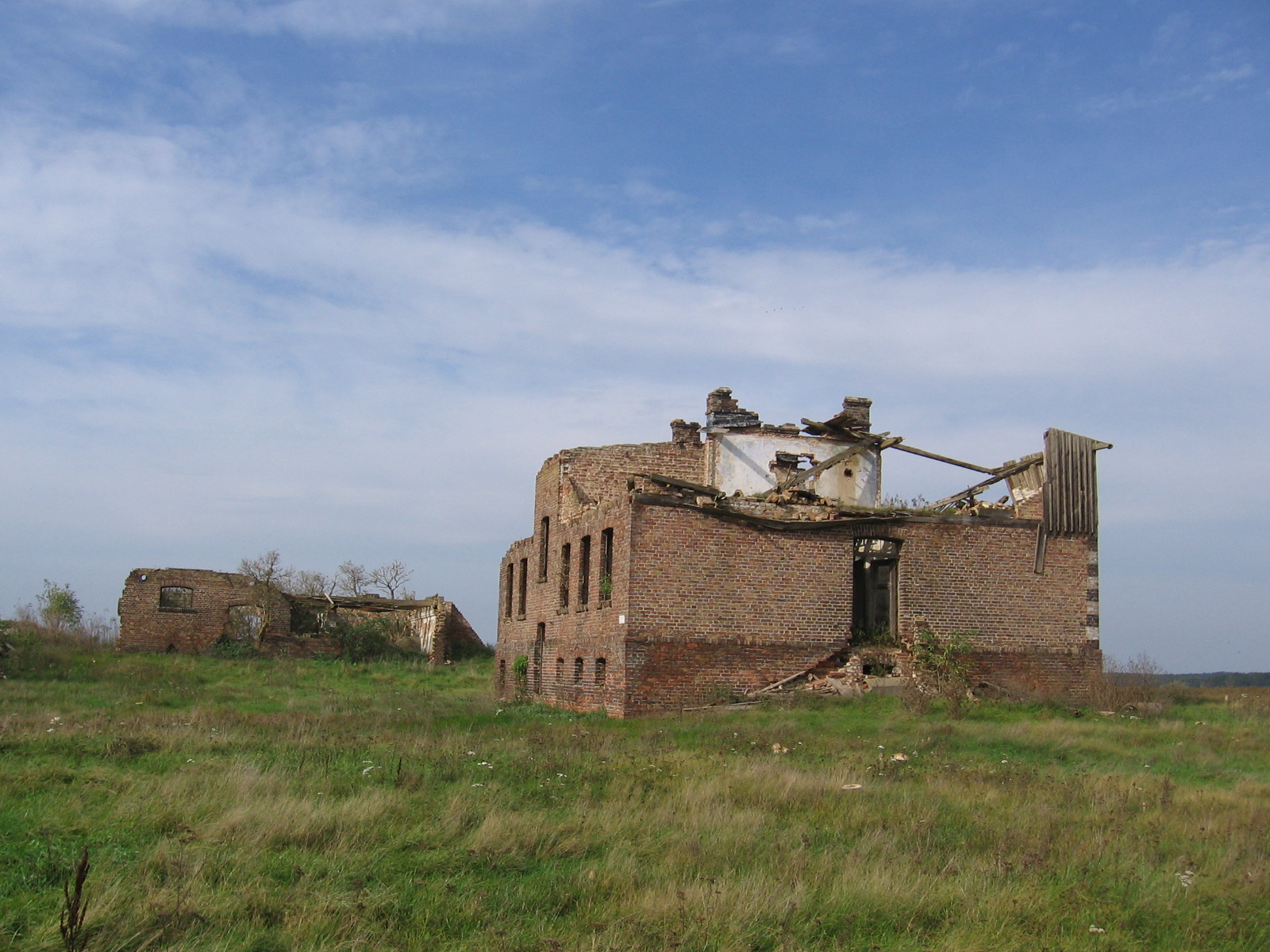
Häuserreste auf dem Riether Werder